# 2061 – Odyssee III
2061 – Odyssee III ist ein Roman von Arthur C. Clarke aus dem Jahre 1987. Er ist als Fortsetzung von Odyssee 2010 – Das Jahr, in dem wir Kontakt aufnehmen der dritte Band einer vier Bände umfassenden Reihe.
Die Geschichte wird im letzten Band 3001 – Die letzte Odyssee fortgesetzt.

## Inhalt
50 Jahre nachdem Jupiter implodierte und zu einer zweiten Sonne wurde, ist auf der Erde endlich der Weltfrieden eingekehrt. Sir Lawrence besitzt als reichster Mann der Erde die einzige private Raumflotte. Während einer organisierten Wissenschaftsreise mit dem Raumschiff Universe zum Halleyschen Kometen, an der auch der greise Heywood Floyd als prominenter Gast teilnimmt, stürzt ein weiteres Raumschiff der Flotte, die Galaxy, nach einem missglückten Entführungsversuch auf dem verbotenen Jupitermond Europa ab. Floyds Enkel befindet sich auf dem abgestürzten Schiff. Während die Besatzung der Galaxy die Gelegenheit nutzt, die fremdartige Fauna Europas zu studieren, wird die Universe zur Rettung gerufen. Um Zeit zu sparen, wagt man auf der Universe ein Experiment: Das für den Fusionsreaktor benötigte Wasser wird den Geysiren des Halley entnommen. Der Versuch glückt, und die Universe macht sich auf den Weg nach Europa.
Dort entdeckt man mittlerweile, dass der dort vor einiger Zeit aufgetauchte Berg Mount Zeus ein riesiger Diamant ist, der bei der Umwandlung des Jupiters in den Stern Luzifer aus dessen Kern abgesprengt wurde. Zudem entdeckt man, dass die Große Mauer, in deren Schatten die höchstentwickelte Lebensform Europas eine Siedlung geschaffen hat, der schwarze Monolith ist, der seit der Erschaffung Luzifers verschwunden war.

## Rezeption
Gerald Jonas von der New York Times beschreibt das Buch als blasse Fortsetzung der ersten zwei Bände der Reihe, lobt jedoch die bildliche und wissenschaftlich genaue Beschreibung der Welt.
Die erste Ausgabe des Buches blieb zwischen dem 6. Dezember 1987 und dem 10. April 1988 19 Wochen in der Bestsellerliste der New York Times, die Taschenbuchausgabe aus dem Jahr 1989 6 Wochen.

## Ausgaben
- Arthur C. Clarke: 2061 - Odyssee III, Heyne Taschenbuch, Januar 1988, ISBN 978-3453025653.
- Arthur C. Clarke: 2061: Odyssey Three, Delrey, April 1989, ISBN 9780345358790.
- Arthur C. Clarke: 2061: Odyssey Three, Tandem Library, April 1989, ISBN 9780833533920.
- Arthur C. Clarke: 2061 - Odyssey Three, Ballantine Books, Februar 1997, ISBN 9780345413987.
- Arthur C. Clarke: 2061 - Odyssey Three, Harper Collins Paperbacks, ISBN 9780586203194.